# Абазовский, Константин Антонович
Константи́н Анто́нович Абазо́вский (бел. Канстанцін Антонавіч Абазоўскі; 1 октября 1919, Обухово, Лепельский уезд — 26 октября 1944) — Герой Советского Союза (1944), командир звена 190-го штурмового авиационного полка, участник Великой Отечественной войны, лейтенант.

## Биография
Константин Антонович Абазовский родился 1 октября 1919 года в деревне Обухово Лепельского уезда Витебской губернии РСФСР (ныне территория Бешенковичского района Витебской области Белоруссии). Белорус. 
Окончив Витебский учительский институт и одновременно Витебский аэроклуб в 1938 году, Константин Антонович Абазовский преподавал историю в Плисской неполной средней школе Бешенковичского района.

### Участие в Великой Отечественной войне
Константин Антонович Абазовский был призван в ряды РККА в 1940 году.
Окончил военно-авиационное училище.
Принимал участие в боях за освобождение Северного Кавказа, Крыма и Прибалтики с 1943 года.
6 мая 1944 года звено штурмовиков под командованием Константина Антоновича Абазовского в воздушном бою у Севастополя сбило пять вражеских истребителей, сожгло на земле восемь самолётов и два склада противника с боеприпасами.
К августу 1944 года лейтенант Константин Антонович Абазовский совершил 106 боевых вылетов, лично уничтожил 11 танков, 3 самолёта на земле, много автомашин и другой боевой техники гитлеровцев.
Указом Президиума Верховного Совета СССР от 26 октября 1944 года за образцовое выполнение боевых заданий командования по уничтожению живой силы и техники противника и проявленные при этом мужество и героизм лейтенанту Константину Антоновичу Абазовскому присвоено звание Героя Советского Союза с вручением ордена Ленина и медали «Золотая Звезда».
Константин Антонович Абазовский погиб 26 октября 1944 года в воздушном бою. Посмертно был зачислен в коллектив Рижского морского порта.

## Награды и звания
- Герой Советского Союза (26.10.1944)
- Медаль «Золотая Звезда»
- Орден Ленина;
- Два ордена Красного Знамени;
- Орден Отечественной войны II степени;
- Два ордена Красной Звезды;
- Медали.

## Память
- В деревне Плиссы установлена мемориальная доска.
- Имя Героя носила Плисская средняя школа (д. Плиссы Бешенковичский район), где учился Герой, а потом работал учителем.
- Был зачислен в коллектив Рижского морского торгового порта.
- Именем К. А. Абазовского названы одна из улиц и переулок в Бешенковичах.
- Имя К. А. Абазовского присвоено средней школе в агрогородке Островно Бешенковичского района Витебской области Беларуси (06.05.2022)[3]. Одна из экспозиций в школьном музее посвящена К. А. Абазовскому. На здании школы в честь Героя установлена мемориальная доска.
- В рамках празднования 575-летия Бешенкович около районного историко-краеведческого музей 6 августа 2022 года открыта Аллея Героев Советского Союза, уроженцев Бешенковичского района, установлены бюсты — К. А. Абазовского, М. А. Высогорца, Л. М. Доватора, И. И. Строчко, М. Н. Ткаченко[4][5].
- В Бешенковичском районном историко-краеведческом музее хранятся материалы биографии, посвящённые К. А. Абазовскому.